# Banatsko Aranđelovo

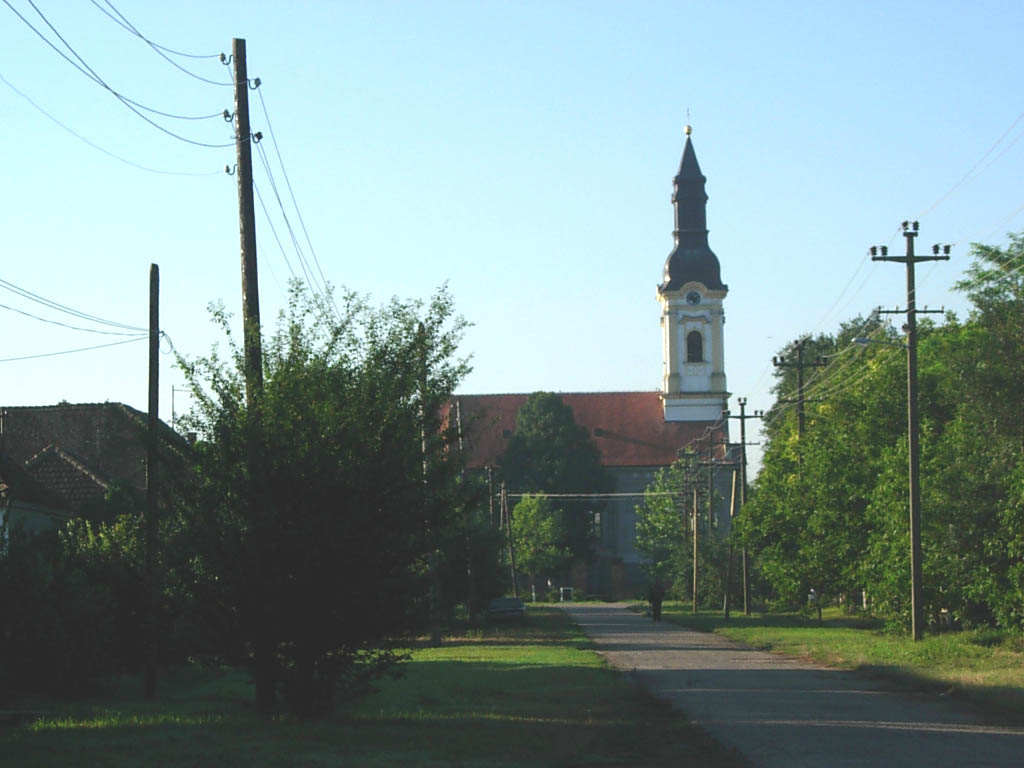
Die Serbisch-orthodoxe Kirche Hl. Erzengel Michael und Gabriel

Banatsko Aranđelovo (serbisch-kyrillisch Банатско Аранђелово, ungarisch: Oroszlámos) ist ein Dorf in der Gemeinde Novi Kneževac im Norden der Republik Serbien. Das Dorf liegt in der autonomen Provinz Vojvodina. Die Bevölkerung setzt sich aus einer serbischen Mehrheit und einer ungarischen Minderheit zusammen.

## Religion
In Banatsko Aranđelovo steht die von 1817 bis 1827 erbaute Serbisch-orthodoxe Kirche Hl. Erzengel Michael und Gabriel. Im Dorf steht zudem die römisch-katholische  Kirche zur Heiligen Familie und es existiert ein Serbisch-orthodoxer Dorffriedhof mitsamt kleiner Kapelle.

## Bevölkerungsentwicklung
- 1948: 3258 Personen
- 1953: 3133 Personen
- 1961: 3189 Personen
- 1971: 2710 Personen
- 1981: 2245 Personen
- 1991: 1912 Personen
- 2002: 1718 Personen[1]
- 2011: 1398 Personen

## Ethnische Zusammensetzung
nach der Volkszählung von 2002
- Serben        912 Personen / 53,08 %
- Ungarn        456 Personen / 26,54 %
- Roma          260 Personen / 15,13 %
- Südslawen      16 Personen /  0,93 %
- Montenegriner   7 Personen /  0,40 %
- Kroaten         5 Personen /  0,29 %
- Mazedonier      4 Personen /  0,23 %
- Albaner         2 Personen /  0,11 %
- Unbekannte     12 Personen /  0,69 %

## Bevölkerung nach Geschlecht und Alter
nach der Volkszählung von 2002
- 80-++ Jahre / Personen 28 männlich 30 weiblich
- 75-79 Jahre / Personen 27 männlich 53 weiblich
- 70-74 Jahre / Personen 51 männlich 70 weiblich
- 65-69 Jahre / Personen 43 männlich 63 weiblich
- 60-64 Jahre / Personen 49 männlich 61 weiblich
- 55-59 Jahre / Personen 34 männlich 45 weiblich
- 50-54 Jahre / Personen 57 männlich 57 weiblich
- 45-49 Jahre / Personen 64 männlich 53 weiblich
- 40-44 Jahre / Personen 61 männlich 56 weiblich
- 35-39 Jahre / Personen 58 männlich 55 weiblich
- 30-34 Jahre / Personen 54 männlich 31 weiblich
- 25-29 Jahre / Personen 49 männlich 50 weiblich
- 20-24 Jahre / Personen 62 männlich 55 weiblich
- 15-19 Jahre / Personen 74 männlich 57 weiblich
- 10-14 Jahre / Personen 41 männlich 45 weiblich
- 5 - 9 Jahre / Personen 61 männlich 46 weiblich
- 0 - 4 Jahre / Personen 45 männlich 32 weiblich

Durchschnitt / Männer 39,3 Jahre / Frauen 44,1 Jahre

## Anzahl der Haushalte
- 1948 - 869 Haushalte
- 1953 - 894 Haushalte
- 1961 - 954 Haushalte
- 1971 - 851 Haushalte
- 1981 - 785 Haushalte
- 1991 - 684 Haushalte
- 2002 - 631 Haushalte

## Personen pro Haushalt (2002)
- 1 Person – 166 Haushalte
- 2 Personen – 176 Haushalte
- 3 Personen – 97 Haushalte
- 4 Personen – 111 Haushalte
- 5 Personen – 40 Haushalte
- 6 Personen – 31 Haushalte
- 7 Personen – 7 Haushalte
- 8 Personen – 1 Haushalt
- 9 Personen – 0 Haushalte
- 10+ Personen – 2 Haushalte

Durchschnitt: 2.72 Personen/Haushalt